# Strophios (Sohn des Pylades)
Strophios (altgriechisch Στρόφιος Stróphios, deutsch ‚der Gewandte‘) ist eine Figur der griechischen Mythologie.
Er war der Sohn von Pylades und Elektra; sie nannten ihn nach seinem Großvater, dem Herrscher von Phokis. Strophios war Bruder des Medon und Neffe des Orestes, welcher einst in Phokis in Sicherheit gebracht worden war.